# Le relazioni pericolose (film 2022)
Le relazioni pericolose (Les Liaisons dangereuses) è un film del 2022 diretto da Rachel Suissa. È liberamente ispirato al romanzo omonimo di Pierre Choderlos de Laclos.

## Trama
Célène è una ragazza piena di ideali che crede nell'amore più grande ed è interessata alla lettura e non ai social network. Quando da Parigi si trasferisce nella cittadina di Biarritz e frequenterà il nuovo liceo conoscerà e si innamorerà di Tristan, surfista provetto, un ragazzo bello ma pericoloso.

## Distribuzione
Il film è stato distribuito sulla piattaforma Netflix a partire dal 08 luglio 2022.  